# PunBB
PunBB es un conjunto gratuito de paquetes de código basados en el popular lenguaje PHP, cuya función es la de proporcionar un servicio de foro. Sus objetivos son ser rápido y flexible como ningún otro servicio de foro, por lo que sus características son, hasta cierto punto, mínimas.
Sin embargo, al igual que la mayoría de programas de código abierto, cuenta con la colaboración de muchos usuarios para crear paquetes de modificación que permiten configurarlo y personalizarlo de acuerdo a las necesidades de cada proyecto.
Es compatible con muchos Sistemas Operativos, incluyendo compatibilidad con Base de datos SQL, MySQL y PostgreSQL, entre otros. 
Además es código abierto lo que significa que se puede extender, editar y redistribuir sin infringir derechos de autor.

## Modificación y personalización
Desde el sitio web PunBB Resource se pueden descargar paquetes de modificación y estilos aplicables para diferentes versiones de PunBB, como:
- Mensajes privados
- Galería de juegos de navegador desarrollados en Macromedia Flash
- Galería de imágenes
- Filtros de seguridad para prevenir spam y accesos malintencionados
- Contenido RSS para sitio web externo